# Nancy Storace
Nancy Storace, född 1765, död 1817, var en operasångare (sopran). Hon är känd som den första Susanna i Figaros bröllop av Mozart. 
Hon föddes i London som dotter till en engelsk mor och en italiensk musikant. Hon debuterade som barn 1773. Hon reste 1778 till Italien med sina föräldrar och uppträdde där med stor framgång. Hon var engagerad vid kejsarens italienska operasällskap i Wien mellan 1783 och 1787, där hon framträdde vid flera världspremiärer. Hon återvände 1787 till England, där hon sedan var verksam. 